# George S. Messersmith
George Strausser Messersmith (1883-1960) est un diplomate qui a été consul ou ambassadeur des États-Unis et qui a servi avant, pendant et après la Deuxième Guerre mondiale en Allemagne, Autriche, Cuba, Mexique et Argentine.
En Europe il a été un de ceux qui ont su voir la montée du nazisme et sonner l'alarme : son biographe J.H. Stiller l'a appelé « la terreur de l'Allemagne nazie ». En Amérique latine il a su maintenir les relations (souvent altérées par l'interventionnisme nord-américain) entre les républiques et les États-Unis.

## Biographie
Descendant d'une famille d'origine rhénane immigrée très tôt en Pennsylvanie et qui a donné deux soldats à l'armée nordiste pendant la guerre de Sécession, Messersmith est diplômé de la Kutztown University of Pennsylvania . Il est professeur, puis directeur d’école de 1900 à 1914, année où il entre au département d'État (Affaires étrangères des États-Unis) : il quitte son poste de vice-président de la Delaware State Board of Education pour devenir consul des États-Unis à Fort Érié (Ontario, Canada).
Il est ensuite consul des États-Unis à Curaçao (1916-1919)  puis Anvers (1919-1925), et en 1925 devient consul général des États-Unis pour la Belgique et le Luxembourg.
Messersmith est ensuite consul général des États-Unis à Buenos Aires (Argentine) de 1928 à 1930.
In 1930 Messersmith est nommé au poste de consul général des États-Unis à Berlin, et il assiste à la montée du nazisme. Il est responsable du bureau qui fixe les quotas d’immigration aux États-Unis, et donne aux consuls américains en Europe la directive suivante : les candidats à l’immigration aux États-Unis doivent faire la preuve qu’ils ont des ressources et des biens suffisants pour vivre.
Alors qu’il est consul général à Berlin, Messersmith écrit en 1933 au département d'État une dépêche dans laquelle il se montre être à l’opposé de l’opinion générale : pour lui, Hitler est loin d’être un politicien sans avenir et sans soutien populaire : « J’aimerais, écrit-il, faire comprendre aux Américains que cette tendance belliqueuse se développe en Allemagne. Si leur gouvernement se maintient au pouvoir encore une année, et s’il continue à agir dans le même sens, il avancera à grands pas dans une direction : faire de l’Allemagne un danger pour la paix mondiale dans les années à venir. À part quelques exceptions, les hommes qui dirigent ce gouvernement ont un état d’esprit que ni vous ni moi ne pouvons comprendre. Quelques-uns sont des psychopathes qui ailleurs seraient sous traitement ».
Messersmith se fait en 1933 l'avocat d'un rapprochement avec l'URSS, pour contrer l'ascension de l'Allemagne nazie et ses visées expansionnistes (et cela lui sera reproché ultérieurement par ses ennemis).
En 1937 Messersmith met en rapport les anti-hitlériens Adam von Trott zu Solz et William Joseph Donovan. En 1938, par l'entremise du President's Advisory Committee on Political Refugees (PACPR) il soutient la mise en route de la conférence d'Évian en faveur des réfugiés juifs.
En 1938 Messersmith écrit à propos du Troisième Reich : « Devant un programme aussi ambitieux (il peut même paraître fou), je pense (et cela depuis plusieurs années) qu'il ne peut y avoir de paix en Europe tant que ce gouvernement restera au pouvoir en Allemagne ».
Messersmith quitte son poste à Berlin en février 1934 : Roosevelt le nomme ambassadeur des États-Unis en Uruguay , puis se ravise et l’envoie comme ambassadeur en Autriche avant qu’il ait pris son poste en Uruguay.
En 1936, alors qu'il est secrétaire d'État assistant des États-Unis, Messersmith essaie de lutter contre la tendance à l'isolationnisme de la politique étrangère US .
De 1937 à 1940 (entre ses postes comme représentant des États-Unis en Autriche et ambassadeur à Cuba), Messersmith est assistant du United States Secretary of State (secrétaire d'État des États-Unis) Cordell Hull.
Après l'attaque de Pearl Harbor par le Japon (7 décembre 1941), Messersmith écrit : « le Japon ne pouvait pas nous rendre un meilleur service » .
Messersmith est ambassadeur à Mexico de 1942 à 1946; pendant la guerre, il s'évertue à contrer les menées au Mexique des agents nazis.
Quand le Under Secretary of State Sumner Welles (en) est obligé de démissionner en 1943 (à la suite d'un scandale sexuel), la rumeur court selon laquelle Messersmith (alors ambassadeur à Mexico) pourrait devenir son successeur , mais finalement le président Roosevelt choisit Edward Stettinius, Jr..
Messersmith a été ambassadeur en Argentine (il y avait été consul de 1928 à 1930) de mai 1946 à juin 1947 ; il a succédé à ce poste à Spruille Braden, qui pendant un bref séjour à Buenos Aires en 1945 avait mené une campagne active contre le colonel Juan Perón avant les élections de février 46 et, s'il n'avait pu empêcher l'élection à la présidence du futur dictateur, avait dressé la plupart des Argentins contre les États-Unis et leurs méthodes interventionnistes.
Messersmith et Spruille Braden (qui se sont succédé-précédé aux mêmes postes à Cuba et à Buenos Aires) ont été en conflit ouvert quant à l’attitude des États-Unis vis-à-vis des États d’Amérique latine, et Braden, devenu (sous la présidence de Harry Truman) 2° Assistant Secretary of State for Western Hemisphere Affairs (du 29 octobre 1945 au 27 juin 1947) l'emporte finalement : Messersmith perd son poste au département d'État. Il se retire à Mexico, et mourra à Dallas.
Messersmith a figuré en première page du TIME Magazine le 2 décembre 1946.
Son biographe Jesse Stiller l'a surnommé « le diplomate de la démocratie » .
Les archives de George S. Messersmith ont été numérisées et mises à la disposition des chercheurs par l’université du Delaware  grâce à un don  de la National Historical Publications and Records Commission (NHPRC).

## Sources
- (en) Cet article est partiellement ou en totalité issu de l’article de Wikipédia en anglais intitulé « George S. Messersmith » (voir la liste des auteurs).

- (de) Cet article est partiellement ou en totalité issu de l’article de Wikipédia en allemand intitulé « George S. Messersmith » (voir la liste des auteurs).
- http://www.fleetwoodpa.org/messersmith_george/messersmith_george.htm